# Congosto de Valdavia
Congosto de Valdavia ist ein Ort und eine nordspanische Gemeinde (municipio) mit 140 Einwohnern (Stand: 2024) in der Provinz Palencia der Autonomen Gemeinschaft Kastilien-León. Neben dem Hauptort Congosto de Valdavia gehören die Ortschaften Cornoncillo und Tablares zur Gemeinde. 

## Lage und Klima
Congosto de Valdavia liegt in der altkastilischen Meseta in einer Höhe von ca. 1050 m. Die Provinzhauptstadt Palencia befindet sich gut 80 km (Fahrtstrecke) südsüdöstlich. Das Klima im Winter ist kühl, im Sommer dagegen trotz der Höhenlage gemäßigt bis warm; Niederschläge (ca. 808 mm/Jahr) fallen überwiegend im Winterhalbjahr.

## Bevölkerungsentwicklung
| Jahr      | 1970 | 1981 | 1991 | 2001 | 2011 | 2021 |
| Einwohner | 600  | 329  | 302  | 274  | 186  | 150  |

## Sehenswürdigkeiten
- Marienkirche in Congosto de Valdavia
- Kirche Mariä Heimsuchung in Cornocillo
- Marienkapelle

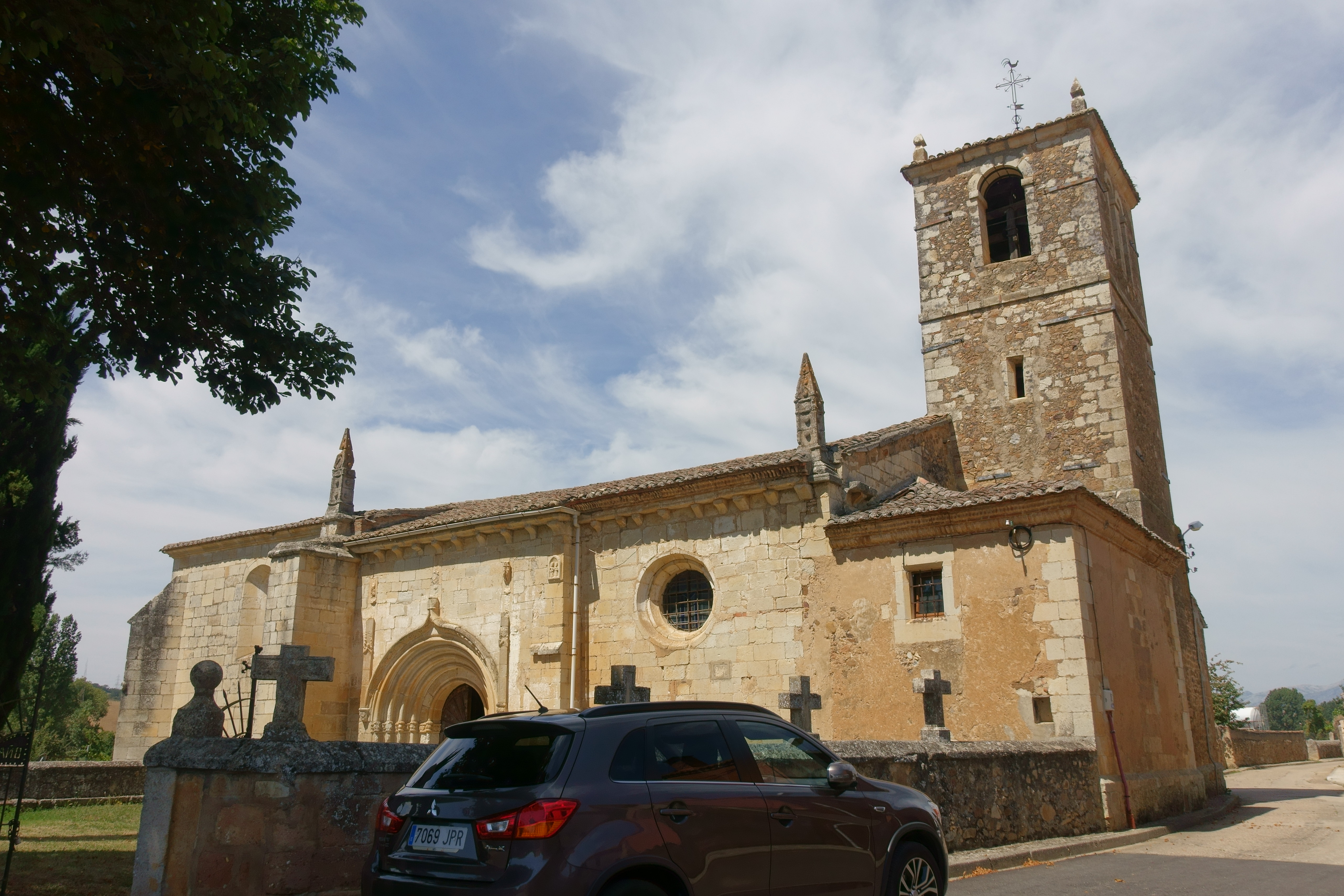
Marienkirche
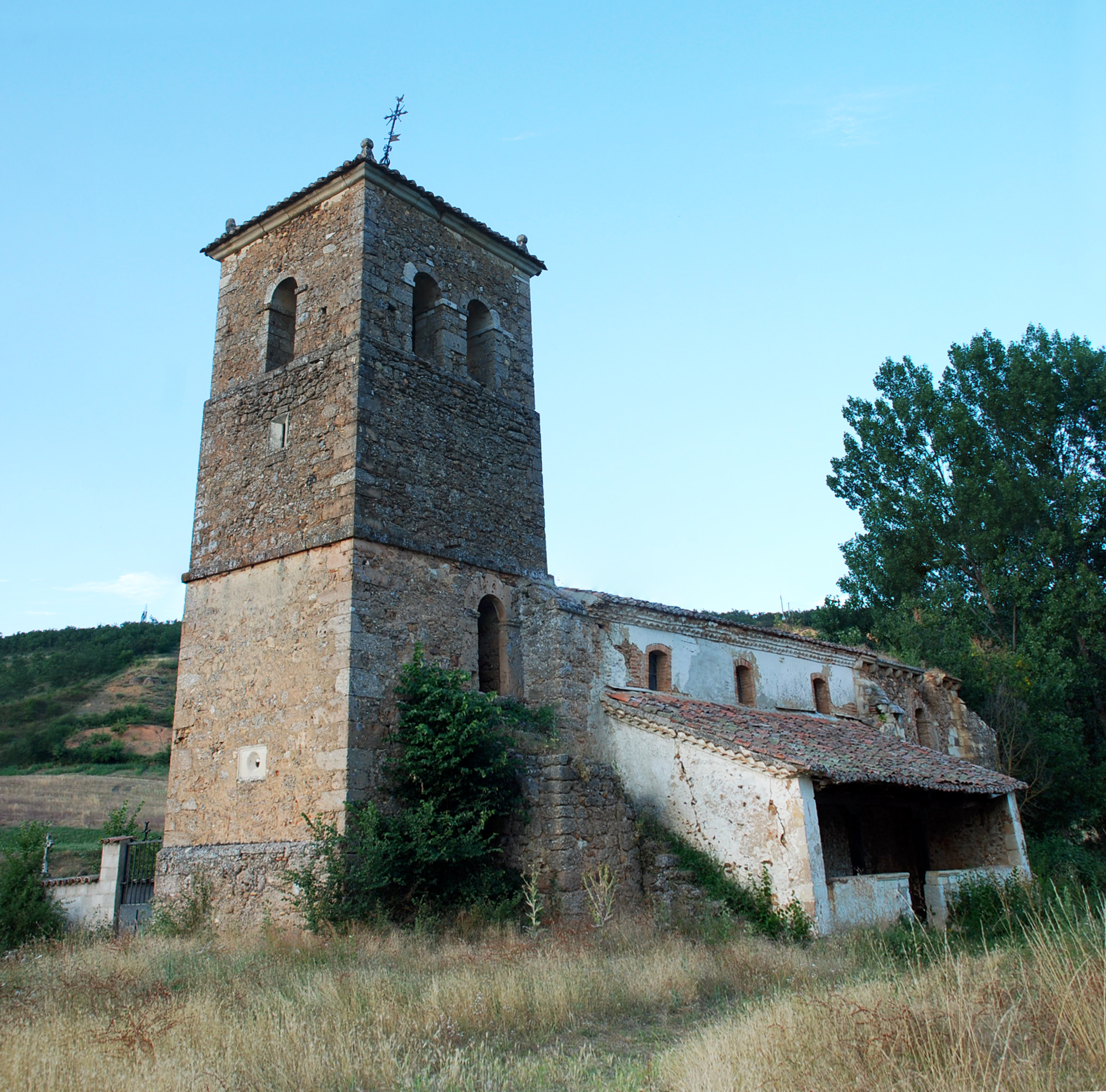
Kirche Mariä Heimsuchung
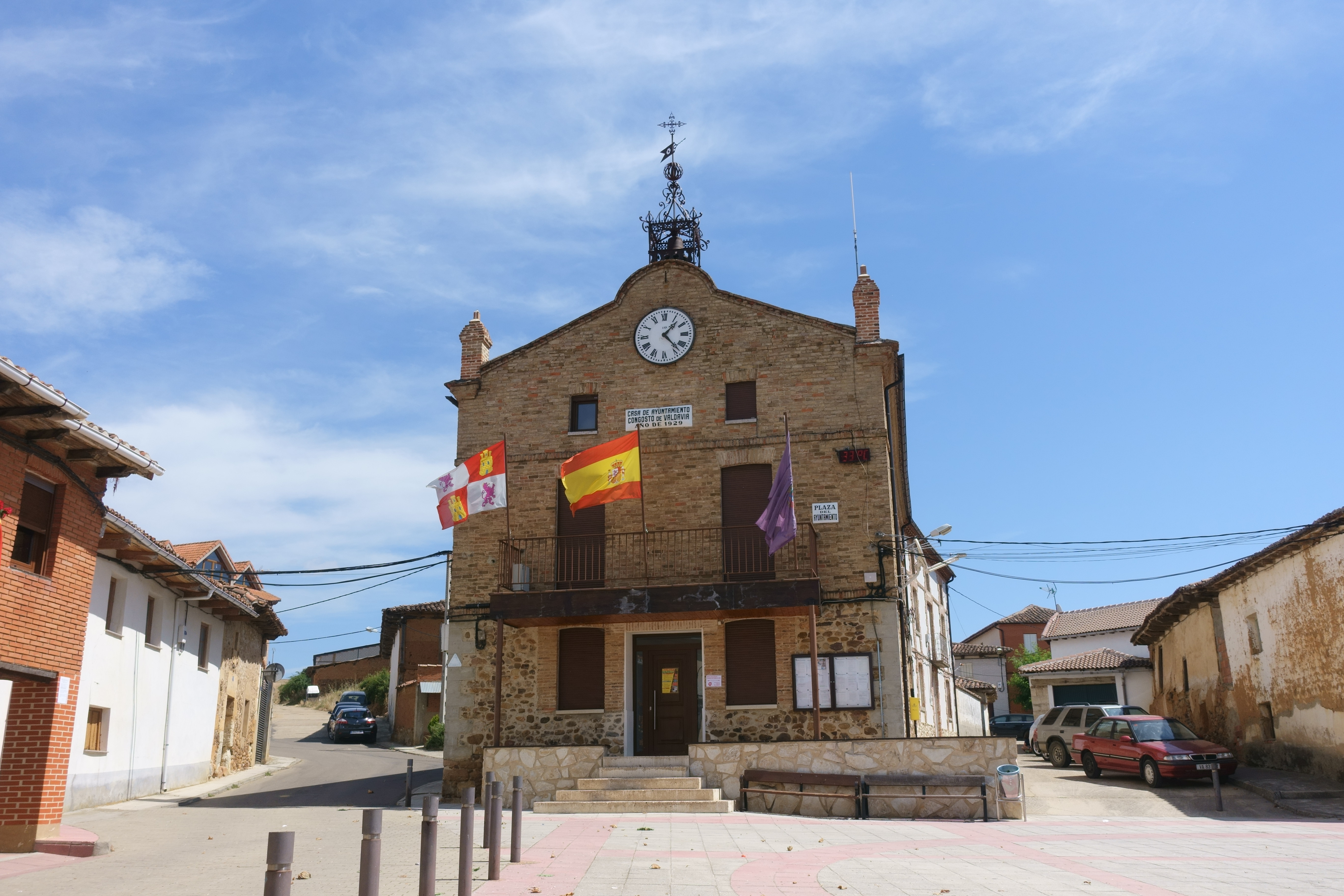
Rathaus